# Casimir Delavigne
Jean François Casimir Delavigne (ur. 4 kwietnia 1793 w Hawrze, zm. 11 grudnia 1843 w Lyonie) – francuski poeta i dramaturg. 

## Życiorys
Znany z przychylności Polsce i Polakom, napisał pieśń La Varsovienne, która została przełożona przez Karola Sienkiewicza i znana jako Warszawianka 1831 roku. W roku 1818 wydał tomik Messéniennes, w którym w tonie patriotycznym wyraża ból z powodu najazdu na Francję. W swej twórczości dawał wyraz poparcia dla ruchów narodowowyzwoleńczych i rewolucyjnych (wojna o niepodległość Grecji). Na cześć rewolucji lipcowej 1830 napisał utwór Paryżanka (La Parisienne, do 1848 hymn Francji), a rewolucji belgijskiej Brukselanka (La Bruxelloise). W roku 1825 został wybrany w poczet członków Akademii Francuskiej.
Część z jego dzieł dramatycznych było opartych na wzorach klasycznych, a inne pisane w duchu romantyzmu.
- Nieszpory sycylijskie (Les Vêpres siciliennes, 1819, wyd. polskie 1820) według których powstała opera Verdiego pod tym samym tytułem
- Paria (Le Paria, 1821) – na motywach tej tragedii powstały opery Donizettiego i Moniuszki pod tym samymi tytułami
- komedia Szkoła starców (L'Ecole des vieillards, 1823, wyd. polskie 1829).

## Linki zewnętrzne

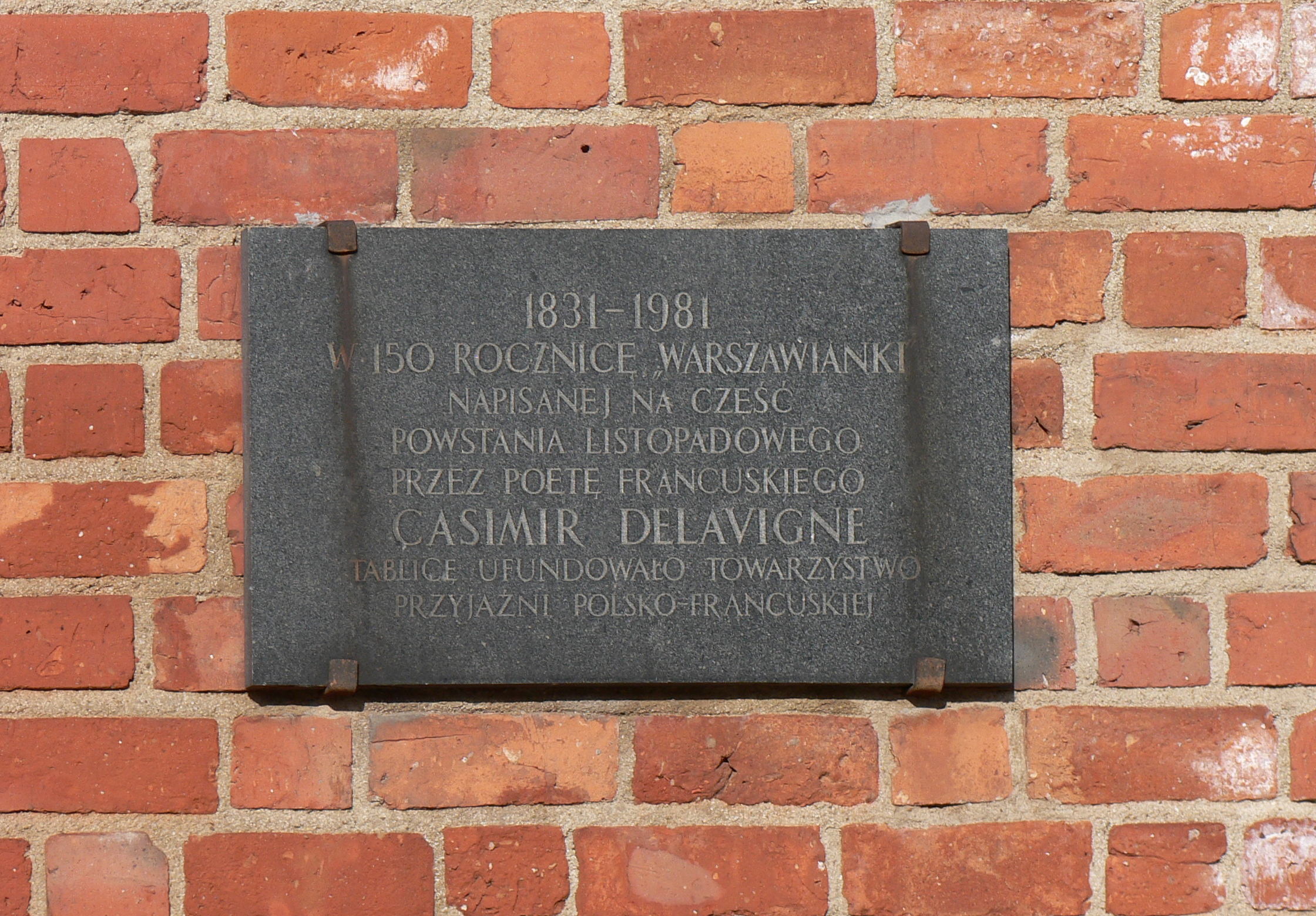
Tablica upamiętniająca Delavigne'a na murach miejskich w Warszawie